# Zabierzów
Zabierzów è un comune rurale polacco del distretto di Cracovia, nel voivodato della Piccola Polonia.
Ricopre una superficie di 99,59 km² e nel 2004 contava 22 257 abitanti.